# 阿尔加拉
阿尔加拉，是西班牙卡斯蒂利亚-拉曼恰昆卡省的一个市镇。总面积42平方公里，总人口36人（2001年），人口密度1人/平方公里。